# Salima Souakri

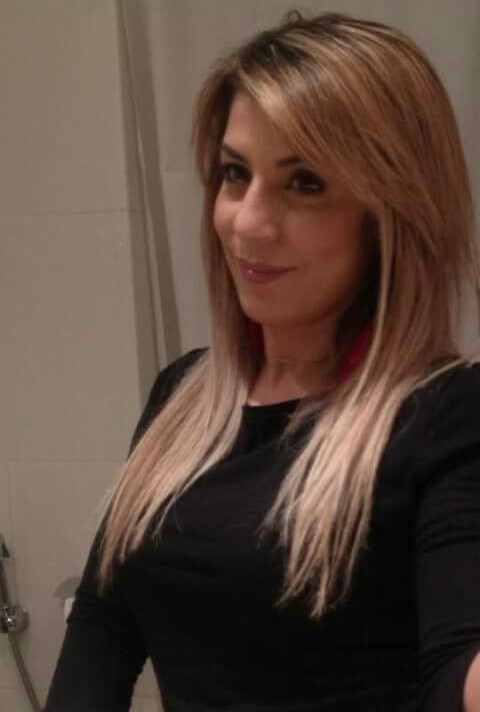
Salima Souakri

Salima Souakri (sinh ngày 6 tháng 12 năm 1974) là một Judoka người Algérie đã thi đấu tại bốn Thế vận hội Olympic.
Cô đã hoàn thành ở vị trí thứ 5 chung cuộc trong hạng siêu nhẹ (48 kg) phân chia tại Thế vận hội Mùa hè 1996, đã thua trận tranh huy chương đồng trước Yolanda Soler của Tây Ban Nha. Cô di chuyển lên đến nửa nhẹ (52 kg) phân chia, hoàn thành thứ bảy trong Thế vận hội Olympic 2000 và thứ năm một lần nữa tại Thế vận hội Olympic 2004 ở Athens. Nhân dịp này, cô đã thua trận tranh huy chương Đồng trước Amarilis Savon của Cuba.